# Gymnopyge coquilletti
Gymnopyge coquilletti är en skalbaggsart som beskrevs av Linell 1895. Gymnopyge coquilletti ingår i släktet Gymnopyge och familjen Melolonthidae. Inga underarter finns listade i Catalogue of Life.